# Matteo Ardemagni
Matteo Carlo Ardemagni (Milano, 26 marzo 1987) è un calciatore italiano, attaccante del Pavia.

## Caratteristiche tecniche
È un centravanti forte fisicamente – «faccio il lavoro sporco là davanti» –, con buone doti di finalizzatore.

## Carriera

### Club

#### Milan, Triestina e Cittadella
Muove i primi passi nel Sancolombano, da dove poi entra nel settore giovanile del Milan. Dopo aver esordito in prima squadra negli ottavi di Coppa Italia contro il Brescia, viene mandato in prestito a diverse squadre di Serie C1, nell'ordine Perugia, Pizzighettone e Pro Patria, senza tuttavia riuscire a imporsi. Nell'estate del 2008 viene acquistato in comproprietà dalla Triestina, squadra di Serie B che il 25 giugno 2009 ne riscatta l'altra metà del cartellino.
Il 9 luglio seguente si trasferisce in prestito al Cittadella. Il mister Claudio Foscarini gli dà subito fiducia, e in coppia con Antimo Iunco, forma uno degli attacchi più prolifici dell'intera Serie B, realizzando 34 reti (22 per Ardemagni e 12 per Iunco). Vista l'ottima stagione, la società granata decide di esercitare il diritto di riscatto per la comproprietà verso i giuliani, e il 25 giugno 2010 acquista metà cartellino del giocatore.

#### Atalanta e Padova
L'8 luglio 2010 diventa un giocatore dell'Atalanta. Segna il primo gol con la casacca nerazzurra il 14 agosto, in Coppa Italia contro il Foligno, nella prima uscita stagionale ufficiale della squadra, divenendo il primo acquisto dell'era Percassi. Per la prima rete in campionato si deve aspettare quasi due mesi, più precisamente alla settima giornata, quando segna il gol del momentaneo 1-0 contro il Sassuolo. Nonostante il ritorno al gol, il giocatore non riesce a riconfermarsi sui buoni livelli della stagione passata e, a causa anche di un infortunio, perde terreno nelle gerarchie dell'attacco orobico.
Per trovare continuità, il 27 gennaio 2011 passa al Padova alla ricerca di un attaccante dopo l'infortunio di Succi; la formula è quella del prestito con diritto di riscatto per la comproprietà. Debutta il 29 gennaio nella partita contro il Modena. Il 19 marzo segna i primi gol con la maglia biancoscudata siglando una doppietta contro il Pescara. Il 7 maggio segna il terzo e ultimo gol nella partita terminata 3-1 contro l'Ascoli, vinta appunto dai biancoscudati. Con la squadra patavina arriva fino alla finale play-off persa contro il Novara. A fine campionato dopo il mancato riscatto da parte del Padova torna all'Atalanta, dove rimane per sei mesi senza tuttavia mai scendere in campo in gare ufficiali.

#### Modena e Chievo
L'11 gennaio 2012 si trasferisce in prestito al Modena. Segna il suo primo gol e la sua prima doppietta in gialloblù nella partita contro la sua ex squadra, il Cittadella, terminata 3-0.
Dopo avere realizzato 5 reti in 6 mesi, il successivo 20 luglio viene confermato il prestito del giocatore al club emiliano anche per la stagione 2012-2013, con la formula del diritto di riscatto della metà e controriscatto. Segna il suo primo gol stagionale l'11 agosto 2012 in Coppa Italia contro il Südtirol, partita terminata 2-0 in favore dei canarini. Il 6 ottobre sigla una tripletta nel 4-0 contro il Cesena. Chiude la sua seconda stagione a Modena con 23 reti (secondo in classifica marcatori, dietro solo a Daniele Cacia autore di una marcatura in più), 25 contando anche le due segnature in altrettante gare di Coppa Italia. Nel complessivo, nel suo anno e mezzo passato sotto la Ghirlandina ha realizzato 30 reti in 61 presenze.
Ritornato all'Atalanta, il 2 settembre 2013 viene ceduto al Chievo in prestito oneroso con diritto di riscatto di metà cartellino. Debutta col club clivense il 25 settembre seguente nella partita Chievo-Juventus (1-2), subentrando nel secondo tempo a Paloschi. Segna il suo primo gol assoluto con la maglia gialloblù il 3 dicembre, realizzando il gol del momentaneo 3-1 nella partita del quarto turno di Coppa Italia vinta per 4-1 contro la Reggina.

#### Carpi, Spezia e Perugia
Dopo non avere trovato spazio a Verona, il 23 gennaio 2014 passa in prestito al Carpi; segna il suo primo gol con la maglia della squadra emiliana il successivo 31 gennaio, in una partita vinta sul campo del Padova. Chiude la sua esperienza in biancorosso con 17 presenze e 4 gol.
Il 9 agosto 2014 si trasferisce sempre in prestito allo Spezia, con diritto di riscatto fissato a 2 milioni di euro; dopo aver giocato 10 partite (8 in campionato e 2 in Coppa Italia) senza mai segnare, il 2 febbraio 2015 il prestito viene interrotto anzitempo.
Ardemagni viene quindi ceduto, nella sessione di mercato invernale 2014-2015, ancora con la formula del prestito, al Perugia, sempre tra i cadetti, ritornando dopo otto anni a vestire la maglia biancorossa. Fa il suo secondo esordio con la squadra umbra il 7 febbraio, giocando da titolare nella partita persa per 3-1 sul campo del Vicenza. Con 16 presenze e 6 reti aiuta i perugini a raggiungere i play-off, persi al turno preliminare contro il Pescara. Il 14 luglio seguente viene confermato il prestito ai grifoni, con obbligo di riscatto da parte della società umbra in caso di promozione in Serie A.

#### Avellino, Ascoli e Frosinone
Tornato inizialmente in seno all'Atalanta nell'estate del 2016, il 31 agosto si trasferisce a titolo definitivo all'Avellino, lasciando quindi definitivamente dopo sei anni il club orobico. Segna il suo primo gol per i biancoverdi il primo ottobre 2016, nella partita giocata al Partenio contro la Pro Vercelli, finita 3 a 2 per la compagine irpina. Il 21 gennaio 2017 mette a segno la sua prima doppietta in maglia biancoverde nella vittoriosa trasferta di Brescia, fissando il risultato sullo 0-2. Chiude la sua prima esperienza in maglia avellinese totalizzando 13 gol in 35 presenze, risultando tra i migliori giocatori irpini della stagione nonché primo marcatore della squadra.
In seguito al fallimento della società biancoverde, il 16 agosto 2018 viene ingaggiato dai pari categoria dell'Ascoli. Debutta con i marchigiani il successivo 26 agosto, nel pareggio casalingo col Cosenza (1-1). Il 15 settembre realizza il primo gol con i bianconeri, che vale il successo casalingo sul Lecce (1-0). Con il gol segnato nel 3-1 contro lo Spezia il 1º dicembre raggiunge quota 100 gol in Serie B.
Nell'agosto del 2019, dopo la partenza di Emanuele Padella, diventa il nuovo capitano della squadra marchigiana. Rimane tuttavia in maglia bianconera solo per il successivo semestre, poiché nel gennaio 2020 si trasferisce a titolo definitivo al Frosinone, nell'ambito dell'operazione che porta ad Ascoli Piceno, in prestito, Marcello Trotta. Qui gioca 6 partite di campionato e 5 di play-off senza segnare alcun gol. La stagione seguente gioca solo una partita di campionato e una di Coppa senza incidere finendo di conseguenza ai margini della rosa.

#### Reggiana, Siena, Chieti e Pavia
L'11 gennaio 2021 passa in prestito alla Reggiana fino al termine della stagione. Segna il suo primo gol in maglia granata il successivo 14 febbraio, decidendo su calcio di rigore la sfida contro la sua ex squadra dell'Ascoli. Torna al Frosinone nell'estate seguente, venendo tuttavia relegato fuori squadra. Dopo la prima metà della stagione 2021-2022 trascorsa senza collezionare presenze con i ciociari, il 31 gennaio 2022 si trasferisce a titolo definitivo al Siena. Il successivo 6 marzo segna la sua prima rete con i toscani, dimezzando il passivo nella sconfitta per 2-1 sul campo del Pescara.
Il 3 luglio 2023 passa agli abruzzesi del Chieti, giocando così per la prima volta nella sua carriera in Serie D. Rimasto senza contratto al termine della stagione, trascorre qualche mese da svincolato finché, il 26 novembre 2024, si accorda con il Pavia, squadra militante in Eccellenza, con cui a fine anno vince il campionato.

### Nazionale
Tra il 2004 e il 2006 ha militato nelle nazionali giovanili under 18 e under 19.

## Statistiche

### Presenze e reti nei club
Statistiche aggiornate al 3 febbraio 2024.
| Stagione         | Squadra          | Campionato       | Campionato | Campionato | Coppe nazionali | Coppe nazionali | Coppe nazionali | Coppe continentali | Coppe continentali | Coppe continentali | Altre coppe | Altre coppe | Altre coppe | Totale | Totale |
| Stagione         | Squadra          | Comp             | Pres       | Reti       | Comp            | Pres            | Reti            | Comp               | Pres               | Reti               | Comp        | Pres        | Reti        | Pres   | Reti   |
| ---------------- | ---------------- | ---------------- | ---------- | ---------- | --------------- | --------------- | --------------- | ------------------ | ------------------ | ------------------ | ----------- | ----------- | ----------- | ------ | ------ |
| 2005-2006        | Milan            | A                | 0          | 0          | CI              | 1               | 0               | UCL                | 0                  | 0                  | -           | -           | -           | 1      | 0      |
| 2006-gen. 2007   | Perugia          | C1               | 12         | 0          | CI+CI-C         | 1+2             | 0               | -                  | -                  | -                  | -           | -           | -           | 15     | 0      |
| gen.-giu. 2007   | Pizzighettone    | C1               | 12+1       | 0          | CI-C            | -               | -               | -                  | -                  | -                  | -           | -           | -           | 13     | 0      |
| 2007-2008        | Pro Patria       | C1               | 20+2       | 2          | CI-C            | 2               | 0               | -                  | -                  | -                  | -           | -           | -           | 24     | 2      |
| 2008-2009        | Triestina        | B                | 25         | 1          | CI              | 1               | 0               | -                  | -                  | -                  | -           | -           | -           | 26     | 1      |
| 2009-2010        | Cittadella       | B                | 38+2       | 22         | CI              | 3               | 2               | -                  | -                  | -                  | -           | -           | -           | 43     | 24     |
| 2010-gen. 2011   | Atalanta         | B                | 16         | 1          | CI              | 1               | 1               | -                  | -                  | -                  | -           | -           | -           | 17     | 2      |
| gen.-giu. 2011   | Padova           | B                | 19+3       | 3          | CI              | -               | -               | -                  | -                  | -                  | -           | -           | -           | 22     | 3      |
| 2011-gen. 2012   | Atalanta         | A                | 0          | 0          | CI              | 0               | 0               | -                  | -                  | -                  | -           | -           | -           | 0      | 0      |
| Totale Atalanta  | Totale Atalanta  | Totale Atalanta  | 16         | 1          |                 | 1               | 1               |                    | -                  | -                  |             | -           | -           | 17     | 2      |
| gen.-giu. 2012   | Modena           | B                | 20         | 5          | CI              | -               | -               | -                  | -                  | -                  | -           | -           | -           | 20     | 5      |
| 2012-2013        | Modena           | B                | 39         | 23         | CI              | 2               | 2               | -                  | -                  | -                  | -           | -           | -           | 41     | 25     |
| Totale Modena    | Totale Modena    | Totale Modena    | 59         | 28         |                 | 2               | 2               |                    | -                  | -                  |             | -           | -           | 61     | 30     |
| 2013-gen. 2014   | Chievo           | A                | 2          | 0          | CI              | 1               | 1               | -                  | -                  | -                  | -           | -           | -           | 3      | 1      |
| gen.-giu. 2014   | Carpi            | B                | 16         | 4          | CI              | -               | -               | -                  | -                  | -                  | -           | -           | -           | 16     | 4      |
| 2014-gen. 2015   | Spezia           | B                | 8          | 0          | CI              | 2               | 0               | -                  | -                  | -                  | -           | -           | -           | 10     | 0      |
| gen.-giu. 2015   | Perugia          | B                | 16+1       | 6          | CI              | -               | -               | -                  | -                  | -                  | -           | -           | -           | 17     | 6      |
| 2015-2016        | Perugia          | B                | 36         | 11         | CI              | 2               | 2               |                    | -                  | -                  | -           | -           | -           | 38     | 13     |
| Totale Perugia   | Totale Perugia   | Totale Perugia   | 64+1       | 17         |                 | 5               | 2               |                    | -                  | -                  |             | -           | -           | 70     | 19     |
| 2016-2017        | Avellino         | B                | 35         | 13         | CI              | 0               | 0               | -                  | -                  | -                  | -           | -           | -           | 35     | 13     |
| 2017-2018        | Avellino         | B                | 33         | 7          | CI              | 1               | 0               | -                  | -                  | -                  | -           | -           | -           | 34     | 7      |
| Totale Avellino  | Totale Avellino  | Totale Avellino  | 68         | 20         |                 | 1               | 0               |                    | -                  | -                  |             | -           | -           | 57     | 20     |
| 2018-2019        | Ascoli           | B                | 18         | 8          | CI              | 0               | 0               | -                  | -                  | -                  | -           | -           | -           | 18     | 8      |
| 2019-gen. 2020   | Ascoli           | B                | 18         | 3          | CI              | 2               | 1               | -                  | -                  | -                  | -           | -           | -           | 20     | 4      |
| Totale Ascoli    | Totale Ascoli    | Totale Ascoli    | 36         | 11         |                 | 2               | 1               |                    | -                  | -                  |             | -           | -           | 38     | 12     |
| gen.-giu. 2020   | Frosinone        | B                | 6+5        | 0          | CI              | -               | -               | -                  | -                  | -                  | -           | -           | -           | 11     | 0      |
| 2020-gen. 2021   | Frosinone        | B                | 1          | 0          | CI              | 1               | 0               | -                  | -                  | -                  | -           | -           | -           | 2      | 0      |
| gen.-giu. 2021   | Reggiana         | B                | 16         | 1          | CI              | -               | -               | -                  | -                  | -                  | -           | -           | -           | 16     | 1      |
| 2021-gen. 2022   | Frosinone        | B                | 0          | 0          | CI              | 0               | 0               | -                  | -                  | -                  | -           | -           | -           | 0      | 0      |
| Totale Frosinone | Totale Frosinone | Totale Frosinone | 7+5        | 0          |                 | 1               | 0               |                    | -                  | -                  |             | -           | -           | 13     | 0      |
| gen.-giu. 2022   | Siena            | C                | 15         | 3          | CI-C            | -               | -               | -                  | -                  | -                  | -           | -           | -           | 15     | 3      |
| 2022-2023        | Siena            | C                | 0          | 0          | CI-C            | 0               | 0               | -                  | -                  | -                  | -           | -           | -           | 0      | 0      |
| Totale Siena     | Totale Siena     | Totale Siena     | 15         | 3          |                 | 0               | 0               |                    | -                  | -                  |             | -           | -           | 15     | 3      |
| 2023-2024        | Chieti           | D                | 14         | 0          | CI-D            | 1               | 0               | -                  | -                  | -                  | -           | -           | -           | 15     | 0      |
| nov. 2024-2025   | Pavia            | Ecc.             | 5          | 0          | -               | -               | -               | -                  | -                  | -                  | -           | -           | -           | 5      | 0      |
| Totale carriera  | Totale carriera  | Totale carriera  | 437        | 112        |                 | 23              | 9               |                    | 0                  | 0                  |             | -           | -           | 472    | 121    |

## Palmarès

### Club

#### Competizioni regionali
- Eccellenza: 1

Pavia: 2024-2025 (girone A)